# Dieter Rogalla (Architekt)
Dieter Rogalla (* 1932 in Unruhstadt, Westpreußen) ist ein deutscher Architekt.

## Leben
Rogalla wurde in Unruhstadt geboren, heute Kargowa in Polen. Von 1950 bis 1951 absolvierte er eine Lehre zum Maurer, die er mit der Gesellenprüfung abschloss. Anschließend studierte er bis 1957 Architektur an der TH Dresden. Nach Abschluss des Studiums arbeitete er zwei Jahre im Büro des Architekten Hermann Henselmann, bevor er 1959 die DDR in Richtung Hamburg verließ. Dort arbeitete er für kürzere Zeit im Büro von Friedrich und Ingeborg Spengelin. 1961 machte sich Rogalla zusammen mit Hans Mensinga in Hamburg selbständig, diese Bürogemeinschaft bestand bis 1984. Von 1978 bis 1989 arbeitete Rogalla daneben mit Friedrich Osmers zusammen, dann von 1990 bis 1996 mit Michael Kitzmann – alles in Hamburg. Von 1997 an arbeitete Rogalla als Architekt ohne Partner.
Das Rathaus Elmshorn war für Mensinga und Rogalla der Durchbruch, den Architektenwettbewerb (Vorsitz Ernst May) gewannen sie 1961 mit einem Entwurf im Stile von Arne Jacobsen. Rogallas Werk umfasst Wohnbauten, Banken, Bürobauten, Schulen und Rathäuser, hervorzuheben ist der Bau der Deutschen Botschaft in Moskau. Viele seiner Aufträge erlangte Rogalla in Architektenwettbewerben. Rogalla war von 1982 bis 1988 Vorsitzender des BDA Hamburg und wurde vom BDA 2002 zum Ehrenmitglied ernannt.

## Werkauswahl

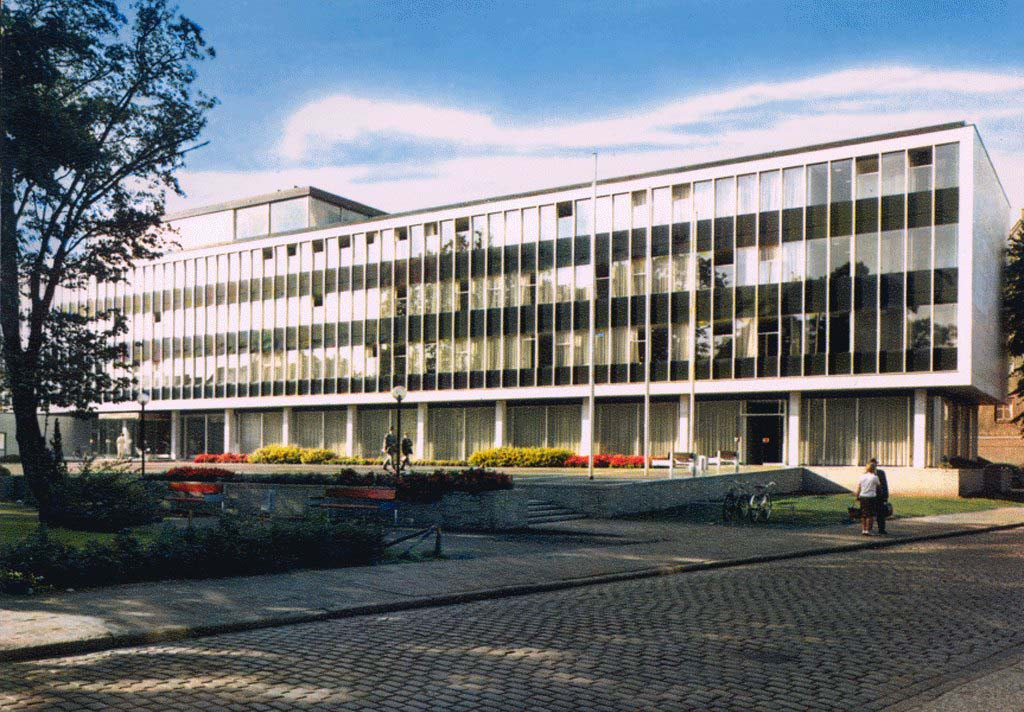
Rathaus Elmshorn

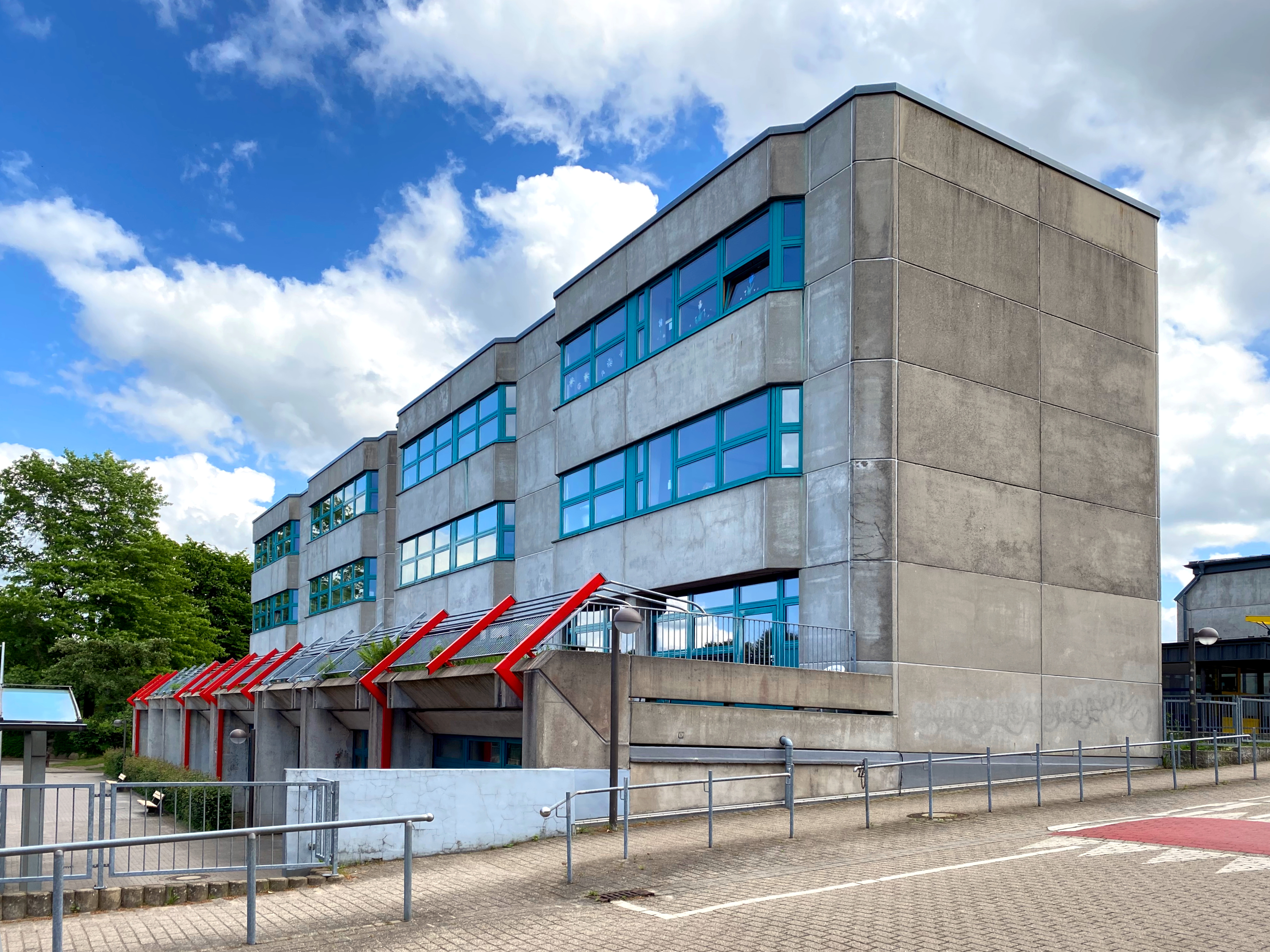
Schule Nymphenweg in Hamburg-Marmstorf

Die folgende Werkauswahl beruht im Wesentlichen auf der Darstellung bei der Freien Akademie der Künste in Hamburg:
- 1961–1966: Rathaus Elmshorn, Schulstraße 15, Elmshorn (mit Hans Mensinga), seit 2009 unter Denkmalschutz, was wegen des Sanierungsbedarfs für Konflikte sorgte.[4]
- 1961–1966: Oberschule Wedel, heute Johann-Rist-Gymnasium (mit Hans Mensinga)
- 1972–1980: Behindertenzentrum in Hamburg-Marmstorf (mit Hans Mensinga), heute Förderschule Elfenwiese, Förderschule Nymphenweg und Behindertenwerkstatt der Elbe-Werkstätten
- 1975–1980: Neues Rathaus Itzehoe, Reichenstraße 23, Itzehoe (mit Hans Mensinga)
- 1974–1983: Wohnbauten im Milchquartier, Bremen (mit Hans Mensinga)
- 1986–1988: Umbau des Bankhauses Marcard, Stein & Co, Ballindamm 36, Hamburg-Altstadt (mit Friedrich Osmers). Aufstockung mit Staffelgeschossen auf eingezogenen Stahlträgern.[5]
- 1985–1990: Erweiterung Gesamtschule Niendorf, Hamburg[6]
- 1988–1991: Umgestaltung des Platzes Großflecken, Neumünster. Die Gestaltung mit Pflastersteinen war längere Zeit strittig.[7]
- 1976–1992: Deutsche Botschaft Moskau (mit Hans Mensinga)
- 1987–1990: Erweiterung Postgiroamt Hamburg, Alter Wall 38, Hamburg-Altstadt (mit Hans Mensinga)
- 1990: Behindertenwohnhaus der evangelischen Kirche, Billrothstraße 83, Hamburg-Altona-Altstadt (mit Hans Mensinga),[8] ausgezeichnet als „Bauwerk des Jahres“ vom Architekten- und Ingenieurverein Hamburg
- 1993: Wohnpark Annenhof, Saselbergweg 23/27 und 31/37, Hamburg-Poppenbüttel (mit Michael Kitzmann), 1993 ausgezeichnet als „Bauwerk des Jahres“ vom Architekten- und Ingenieurverein Hamburg[9]
- 1994–1996: Wohnungen im sozialen Wohnungsbau, Hamburg-Neuallermöhe
- 1991–1998: Wohnpark auf dem ehemaligen Gelände der Tuchfabrik Ludwig Simons, Gartenallee, Neumünster
- 1995–1999: Pflege- und Altenwohnanlage, Averhoffstraße 5, Hamburg-Uhlenhorst (mit Michael Kitzmann), 1999 ausgezeichnet als „Bauwerk des Jahres“ vom Architekten- und Ingenieurverein Hamburg[10]